# Championnat de France de hockey sur glace 1976-1977
Saison précédente Saison suivante
La saison 1976-1977 est la 56e saison du championnat de France de hockey sur glace. Le championnat élite porte le nom de Nationale A.

## Nationale A

### Formule de la saison
Toutes les équipes se rencontrent sur un aller-retour, une victoire vaut 2 points et un match nul 1 point. L'équipe finissant première au classement est championne de France.
Les deux dernières équipes du classement disputent un tournoi de barrage avec le champion et le vice-champion de Nationale B. Les deux premiers gagnent leur place en Nationale A pour la saison suivante.

### Résultats
|     | Club            | J  | Pts | V  | N | D  | BP  | BC | Diff |
| --- | --------------- | -- | --- | -- | - | -- | --- | -- | ---- |
| 1er | Gap             | 18 | 30  | 15 | 0 | 3  | 154 | 64 | +90  |
| 2e  | Grenoble        | 18 | 28  | 13 | 2 | 3  | 131 | 78 | +53  |
| 3e  | Chamonix        | 18 | 24  | 11 | 2 | 5  |     |    |      |
| 4e  | Villard-de-Lans | 18 | 23  | 11 | 1 | 6  |     |    |      |
| 5e  | Megève          | 18 | 20  | 9  | 2 | 7  |     |    |      |
| 6e  | Viry-Châtillon  | 18 | 18  | 9  | 0 | 9  |     |    |      |
| 7e  | Saint-Gervais   | 18 | 17  | 8  | 1 | 9  |     |    |      |
| 8e  | Croix           | 18 | 13  | 6  | 1 | 11 |     |    |      |
| 9e  | Briançon        | 18 | 5   | 2  | 1 | 15 |     |    |      |
| 10e | Lyon            | 18 | 2   | 1  | 0 | 17 |     |    |      |

### Barrages
Barrages de promotion/relégation, disputés du 25 au 27 mars 1977.
- Caen 4-1 Tours
- Briançon ?-? Lyon
- Tours 7-7 Briançon
- Caen ?-? Lyon
- Tours 9-0 Lyon
- Caen ?-? Briançon

| Clt | Équipe   | Pts |
| --- | -------- | --- |
| 1   | Caen     | 4   |
| 2   | Tours    | 3   |
| 3   | Briançon | 3   |
| 4   | Lyon     | 2   |

### Bilan
1er titre pour le Gap Hockey Club. 
Caen et Tours sont promus en Nationale A aux dépens de Briançon et Lyon.
- Joueur de l'année : Robert Oprandi (Gap).
- Meilleur gardien : Bernard Cal (Gap).
- Meilleur défenseur : Paul Lang (Viry-Châtillon).
- Meilleur attaquant : Jean Vassieux (Villard-de-Lans)

## Nationale B
Dix équipes sont engagées pour la saison 1976-1977 de la Nationale B mais à la suite du forfait général de l'équipe de Metz, seules neuf équipes sont classées et ne jouent que seize rencontres.
| Clt | Équipe           | V  | N | D  | Pts | BP  | BC  | Diff |
| --- | ---------------- | -- | - | -- | --- | --- | --- | ---- |
| 1   | Tours            | 15 | 0 | 1  | 30  | 199 | 58  | +141 |
| 2   | Caen             | 12 | 1 | 3  | 25  | 148 | 56  | +92  |
| 3   | Français volants | 11 | 1 | 4  | 23  | 121 | 79  | +42  |
| 4   | Reims            | 11 | 0 | 5  | 22  | 146 | 111 | +35  |
| 5   | Dijon            | 7  | 0 | 9  | 14  | 99  | 132 | -33  |
| 6   | Avignon          | 5  | 1 | 10 | 11  | 67  | 89  | -22  |
| 7   | Amiens           | 5  | 1 | 10 | 11  | 93  | 119 | -26  |
| 8   | ACBB             | 4  | 0 | 12 | 8   | 88  | 145 | -57  |
| 9   | Clermont-Ferrand | 0  | 0 | 16 | 0   | 33  | 205 | -172 |